# Pulkau
Pulkau è un comune austriaco di 1 540 abitanti nel distretto di Hollabrunn, in Bassa Austria; ha lo status di città (Stadtgemeinde).